# Tortona
Tortona is een stad en gemeente in de Italiaanse regio Piëmont, in de provincie Alessandria. De gemeente telt ongeveer 27.000 inwoners.

## Geografie en geschiedenis
De stad ligt op de rechteroever van de rivier de Scrivia. De Liguriërs bewoonden deze plaats nabij de Apennijnen al in de zevende eeuw voor Christus. In het jaar 120 voor Christus werd het veroverd door de Romeinen die het Colonia Julia Dertona noemden. Het was een van de eerste Romeinse kolonies in het westelijke deel van de Povlakte. De plaats bloeide op en werd een belangrijk agrarisch en commercieel centrum. Dertona lag ook bijzonder gunstig ten opzichte van de Romeinse wegen; de Via Emilia Scaura en Via Postumia smolten op dit punt samen tot de Via Julia Augusta. Na de val van het Romeinse Rijk werd Tortona een belangrijk religieus centrum. In de tweede eeuw werd het Bisdom Tortona gesticht.

## Bezienswaardig
De kathedraal van de stad werd tussen 1574 en 1592 gebouwd op de fundamenten van een oudere kerk. De neoclassicistische façade, ontworpen door Nicolò Bruno dateert uit 1880. In de kerk wordt de urn bewaard van Marcianus van Tortona, die volgens overlevering de eerste bisschop van Tortona was. In het gotische Palazzo Guido Bono is het archeologisch museum van de stad gevestigd.

## Geologie en naam
In de omgeving van Tortona bevindt zich een kenmerkende geologische ontsluiting, waardoor deze stad de naam gaf aan het Tortonien, een tijdsnede uit de geologische tijdschaal.

## Geboren
- Lorenzo Perosi (1872-1956), priester en componist
- Marziano Perosi (1875-1959), componist, organist en kapelmeester
- Giovanni Cuniolo (1884-1955), wielrenner
- Ennio Arlandi (1966), schaker
- Alessandro Pier Guidi (1983), autocoureur

## Trivia
- Wielrenner Fausto Coppi overleed hier in 1960 door ziekte.[2]